# René Depestre
René Depestre (Jacmel, Haití, 29 d'agost de 1926) és un poeta haitià i antic activista comunista. És considerat una de les figures més destacades a la literatura haitiana. Va viure a Cuba com a exiliat del règim de François Duvalier durant molts anys i va ser fundador de l'editorial Casa de las Américas. És més conegut per la seva poesia.

## Biografia
Va fer els seus estudis primaris amb els Frères de l'Instruction chrétienne. El seu pare va morir el 1936, i René Depestre va deixar la seva mare, els seus dos germans i les seves dues germanes per a viure amb la seva àvia materna. De 1940 a 1944, va completar els seus estudis secundaris a l'escola Pétion a Port-au-Prince. El seu lloc de naixement és sovint evocat en la seva poesia i les seves novel·les, en particular Hadriana dans tous mes rêves (1988).
 Étincelles  (Espurnes), la seva primera col·lecció de poesia, apareguda el 1945, amb prefaci d'Edris Saint-Amand. Només tenia dinou anys quan el treball va ser publicat. Els poemes van estar influenciats pel meravellós realisme d'Alejo Carpentier, que va planificar una conferència sobre aquest tema a Haití el 1942. Depestre va crear una revista setmanal amb tres amics: Baker, Alexis, i Gérald Bloncourt: La Ruche (1945-46). Es volia ajudar els haitians a prendre consciència de la seva capacitat per renovar els fonaments històrics de la seva identitat (cita de Le métier à métisser). El govern haitià en aquell moment va prendre l'edició de 1945 que va ser publicada en honor d'André Breton, que va dirigir a la insurrecció de 1946. Depestre es va reunir amb tots els seus contemporanis intel·lectuals haitians, inclosos Jean Price-Mars, Léon Laleau, i René Bélance, que van escriure el prefaci a la seva segona col·lecció, Gerbe de sang, el 1946. També es va reunir amb intel·lectuals estrangers. Va participar i va dirigir els moviments revolucionaris estudiantils de gener de 1946, que van conduir al derrocament del president Élie Lescot. L'exèrcit va prendre el poder molt ràpidament, i Depestre va ser arrestat i empresonat abans de ser exiliat. Va continuar els seus estudis de lletres i ciències polítiques a la Universitat de París des de 1946 fins a 1950. A París, va conèixer poetes surrealistes francesos i artistes estrangers i intel·lectuals de la négritude moviment que es va unir al voltant d'Alioune Diop i Présence Africaine.
Depestre va participar activament en els moviments de descolonització a França, i va ser expulsat del territori francès. Va marxar a Praga, d'on va ser expulsat el 1952. Va anar a Cuba, convidat per l'escriptor Nicolás Guillén, on novament va ser detingut i expulsat pel govern de Fulgencio Batista. Va ser rebutjat per França i Itàlia. Va partir cap a Àustria, a continuació a Xile, a Argentina i a Brasil. Va romandre a Xile el temps suficient per organitzar, amb Pablo Neruda i Jorge Amado, el Congrés Continental de Cultura.
Després de Brasil, Depestre va tornar a París el 1956 on va conèixer a altres haitians, entre ells Jacques-Stephen Alexis. Va participar en el primer congrés panafricà organitzat per Présence Africaine al setembre de 1956.
Va escriure a  Présence Africaine  i altres revistes de l'època com Esprit i Lettres Francaises. Va tornar a Haití (1956-57). En negar-se a col·laborar amb el règim duvalierista, va cridar als haitians a resistir, i va ser posat sota arrest domiciliari. Depestre va marxar a Cuba el 1959, per invitació del Che Guevara. Convençut dels objectius de la Revolució Cubana, va col·laborar amb la gestió del país (Ministeri de Relacions Exteriors, Edició Nacional, Consell Nacional de Cultura, Ràdio Habana-Cuba, Las Casas de las Américas, El Comitè per a la Preparació del Congrés Cultural de l'Havana el 1967). Depestre va viatjar, participant en activitats oficials (la URSS, Xina, Vietnam ...) i va participar en el primer Festival Cultural Panafricà (Alger), 1969), on va conèixer a l'escriptor congolès Henri Lopes, amb qui treballaria més tard, a la UNESCO.
Durant els seus diversos viatges i la seva estada a Cuba, René Depestre va continuar fent poesia. La seva col·lecció més famosa de poesia és, sens dubte, "Un arc-en-ciel pour l'Occident chrétien" (1967), barreja de política, erotisme i vudú, temes que es troben en tot de les seves obres. Poeta a Cuba (1973) és una reflexió sobre l'evolució de la revolució cubana.
Decebut del règim castrista el 1971 arran de l'empresonament Herberto Padilla, Depestre va trencar amb l'experiment cubà el 1978 i va tornar a París, on va treballar a la Secretaria de la UNESCO. El 1979, a París, va publicar Le Mat de Cocagne, la seva primera novel·la. El 1980 va publicar  Alléluia pour une femme-jardin , pel qual va ser guardonat amb el Premi Goncourt de novel·la el 1982.
Depestre va treballar a la UNESCO per recomanació d'Amadou-Mahtar M’Bow fins al 1986 i es va retirar a l'Aude (França). El 1988, va publicar Hadriana dans tous mes rêves , que va rebre molts premis literaris, incloent el Premi Renaudot, el Prix de la Société des Gens de Lettres, el Prix Antigone del ciutat de Montpeller i el belga Prix du Roman de l'Académie royale de langue et de littérature françaises de Belgique. Va obtenir la nacionalitat francesa el 1991. Va continuar rebent premis i honors, en particular el Premi Apollinaire de poesia per a la seva Antologia personal (1993) i el Premi Grisane per a l'adaptació teatral de Mat de Cocagne  el 1995, així com beques (Bourse du Center National du Livre, el 1994, i una Guggenheim Fellowship l'any 1995). Va ser protagonista del documental Jean-Daniel Lafond, Haïti dans tous nos rêves, filmat a Montréal (1996).
Depestre també va publicar els assaigs. Bonjour et adieu à la négritude presenta una reflexió sobre la posició ambivalent del moviment de la negritud iniciat per Léopold Sédar Senghor, Aimé Césaire i Leon-Gontran Damas. Impressionat per Aimé Césaire, qui va anar a Haití per parlar del surrealisme i la negritud, fascinat per la vida criolla, l'o la criollo-francofonia que no l'atura a qüestionar el concepte de la negritud. Rebel·lat contra el concepte des de la seva joventut, que s'associa amb l'essencialisme ètnic, va mesurar el rang històric i es va situar en la història mundial de les idees. Va repassar aquest tema en les seves dues col·leccions, Ainsi parle le fleuve noir (1998) i Le Métier à métisser (1998). Va retre homenatge a Césaire i al seu treball visionari en el context del moviment crioll a Martinica: Césaire, amb només una paraula, va acabar amb aquest debat buit: al començament de la descolonització històrica, a Haití i al món, hi ha el geni de Toussaint Louverture (Le Métier à métisser 25). La seva fascinació per Cuba i el seu enfrontament amb la ideologia "castrofidelista" i les seves limitacions, és examinada en aquest dos texts, així com realisme meravellós, el paper de l'eròtic, Haití i el tema molt actual de la globalització .
Lluny de veure a si mateix com un exiliat, Depestre prefereix ser descrit com un nòmada amb múltiples arrels, un home "banià", en referència a l'arbre que tan sovint evoca la sota les seves arrels rizomàtiques, fins i tot es descriu com un "geo-libertí". René Depestre viu en un petit poble de l'Aude, Lesinhan de las Corbièras, amb la seva segona esposa, que és cubana.
El seu treball ha estat publicat als Estats Units, l'antiga Unió Soviètica, França, Alemanya, Itàlia, Cuba, Perú, Brasil, Vietnam, l'ex República Democràtica Alemanya (Alemanya Oriental), Argentina i Mèxic. El seu primer volum de poesia Etincelles va ser publicat a Port-au-Prince el 1945. Altres publicacions són Gerbe de sang (Port-au-Prince, 1946), Végétation de clartés, prologada per Aimé Césaire, (Paris, 1951), Traduit du grand large, poème de ma patrie enchainée, (Paris, 1952), Minerai noir, (Paris, 1957), Journal d'un animal marin (Paris, 1964), Un arc-en-ciel pour l'occident chrétien poeme mystère vaudou, (Paris, 1966). La seva poesia ha aparegut en moltes antologies i col·leccions franceses, espanyoles i alemanyes. Més treballs actuals són Anthologie personnelle (1993) i Actes sud, pel qual va rebre el Prix Apollinaire. H Va passar molts anys a França, i va rebre el premi literari francès premi Renaudot, el 1988per Hadriana dans Tous mes Rêves.
És oncle de Michaëlle Jean, el Governador General del Canadà de 2005 a 2010.

## Obres
Poesia
- Etincelles, Port-au-Princ: Imprimerie de l'Etat, 1945
- Gerbes de Sang, Port-au-Prince: Imprimerie de l'Etat, 1946
- Végétations de Clarté, Paris: Seghers, 1951
- Traduit du Grand Large, poème de ma patrie enchainée, Paris: Seghers, 1952
- Minerai noir, Paris: Présence Africaine, 1956
- Un arc-en-ciel pour l'occident chrétien, poème mystère vaudou, 1966
- Journal d'un animal marin, Paris: Présence Africaine, 1967
- Cantate d'Octobre à la Vie et à la Mort du Commandant Ernesto Che Guevara, Havana: Institudo del Libro, 1968
- Poète à Cuba", Paris: Pierre Jean Oswald, 1976
- En etat de poésie, Paris: Les Editeurs français réunis, 1980
- Lettre à un poète du marronnage, Bois Pluriel, 1988
- Au Matin de la négritude, Paris: Euroeditor, 1990
- Anthologie personelle, Arles: Actes Sud, 1993
- "Ode à Malcolm X: Grande Brigitte", in Literature Moderne du Monde Francophone, by Peter Thompson. Chicago: National Textbook Company (McGraw-Hill), 1997, ISBN 978-0-8442-1588-4
- Un Eté indien de la parole, Double Cloche, 2001
- Non-assistance à poète en danger, Paris: Seghers, 2005
- Rage de vivre. Oeuvres poétiques complètes, Paris: Seghers, 2007

Novel·les i narracions
- El Paso Ensebado (en castellà),[12] 1975
- Le Mât de cocagne, Paris: Gallimard, 1979
- Alléluia pour une femme jardin, Paris: Gallimard, 1981
- Hadriana dans Tous mes Rêves, Paris: Gallimard, 1988 - Prix Renaudot
- Eros dans un train chinois, Paris: Gallimard, 1990
- "La mort coupée sur mesure", in Noir des îles, Paris: Gallimard, 1995
- "Un rêve japonais", in Le Serpent à plumes. Récits et fictions courtes, Paris: Le Serpent à plumes, 1993
- L'oeillet ensorcelé, Paris: Gallimard, 2006

Assaigs
- Pour la révolution pour la poésie, Paris: Leméac, 1974
- Bonjour et Adieu à la Négritude, Paris: Robert Laffont, 1980
- Le Métier à métisser, Paris: Stock, 1998
- Ainsi parle le fleuve noir, Paroles de l'Aube, 1998